# Louis de Règemortes
Pour les articles homonymes, voir Règemorte.
Louis de Règemorte ou Louis de Régemortes, né en 1709 et mort à Montargis (Orléanais) le 18 avril 1774,, est un ingénieur des ponts et chaussées français, qui devint premier ingénieur des turcies et levées de la Loire et qui s’est principalement illustré dans la construction de différents ponts, dont celui qui porte son nom sur l'Allier, à Moulins.

## Biographie
Le nom de Règemorte est associé à quatre ingénieurs d'une même famille pendant le XVIIIe siècle, et c'est à M. Vignon que l'on doit de bien connaître d'une manière précise, la part prise par chacun d'eux dans les grands travaux de cette époque. 
Louis de Règemorte, le troisième fils de Jean-Baptiste, avait été adjoint à son frère Noël en 1742 pour le double service des turcies et levées de la Loire, et des canaux d'Orléans et du Loing. En cette double qualité, il a fait exécuter dans le bassin de la Loire un grand nombre de travaux, notamment le pont de Vouvray sur la Cisse en trois arches surbaissées de dix-huit à vingt mètres d'ouverture ; mais l’œuvre qui a illustré son nom est la construction du pont de Moulins franchissant l'Allier, les ponts successifs du siècle précédent et le pont en construction de Mansard ayant été emportés par les violentes crues de cette rivière. 

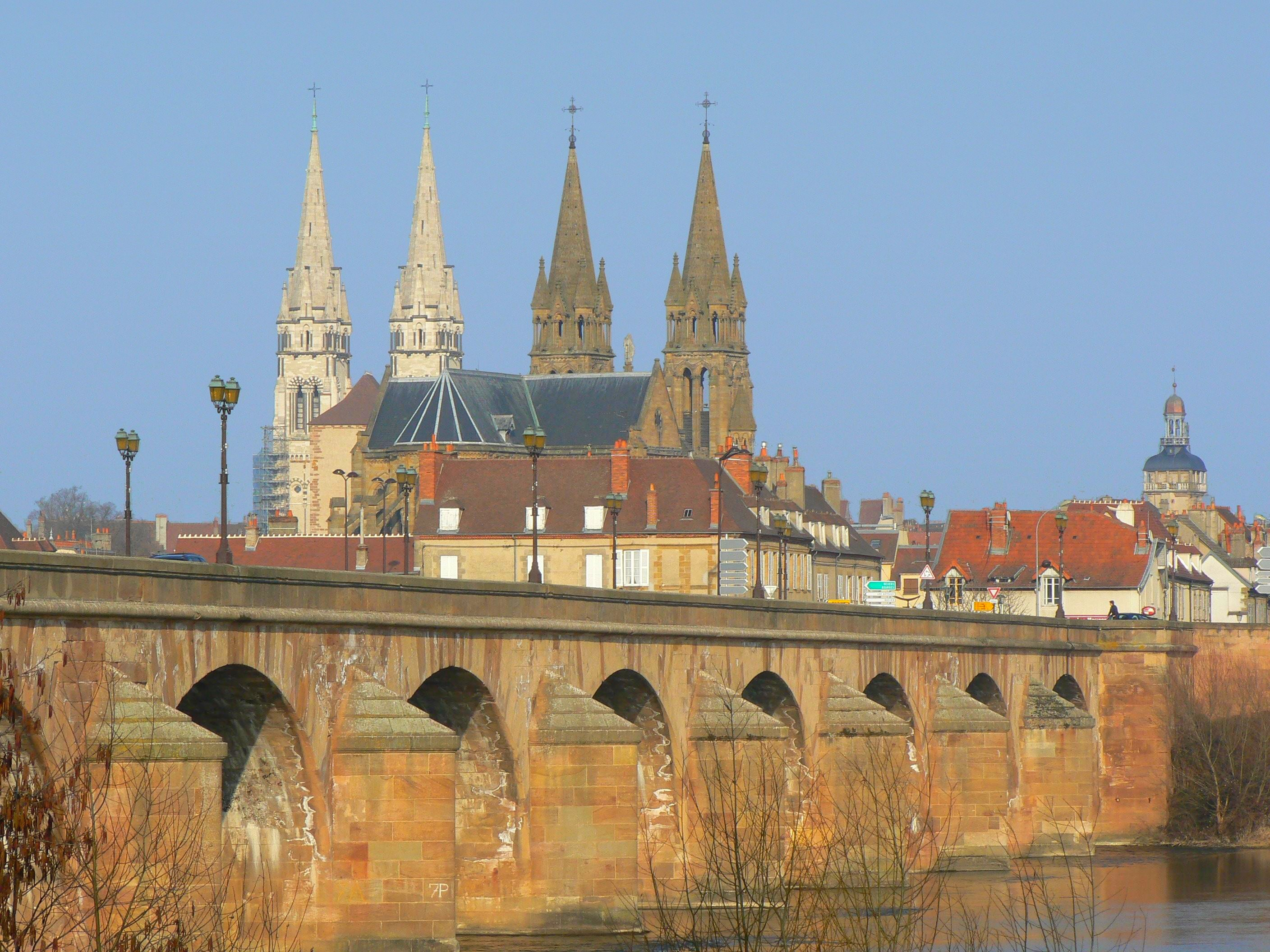
Pont de Moulins construit par Louis de Règemorte.

La réussite du projet dressé par Louis de Règemorte tient principalement à l'établissement d’un radier général en maçonnerie, fortement défendu contre l’action des eaux, avec levées longitudinales insubmersibles rattachées aux calées, pour prévenir l’effet désastreux des affouillements et des inondations qui avaient amené la ruine des travaux entrepris sur le même point, de 1679 à 1689. 
Le pont de Moulins a été exécuté de 1753 à 1763 et sur l’invitation de Daniel-Charles Trudaine, Règemorte a publié, en 1771, la description de ce grand travail où des progrès importants pour l’art de la construction des ouvrages d’art ont été inaugurés, et où l’habileté des ingénieurs avait triomphé de difficultés considérables. 
De 1749 à 1756, Régemortes a également travaillé à la modernisation de la canalisation de la rivière Ourcq, sur laquelle il a installé de véritables écluses (le canal de l'Ourcq n'a lui été construit qu'à partir de 1802).
Il avait présenté, en 1767, pour la reconstruction du pont de Nevers, un projet calqué sur celui de Moulins et dont les travaux n'ont été terminés qu'en 1778. Louis de Règemorte avait reçu une gratification spéciale de 20 000 livres après l'achèvement du pont de Moulins.
Il meurt en 1774 à Montargis, sans laisser de postérité, et fut inhumé dans l'église de la Madeleine de cette ville.